# 卡利尼夫卡 (洛佐瓦区)
49°24′43″N 36°10′36″E / 49.41194°N 36.17667°E
卡利尼夫卡（烏克蘭語：Калинівка）是位於烏克蘭東部的村莊，由哈爾科夫州洛佐瓦區的五一城市鎮負責管轄。該村始建於1931年，面積0.497平方公里，海拔高度115米，2001年人口168，人口密度每平方公里338.03人。